# 尤斯塔斯二世 (布洛涅)
尤斯塔斯二世（法語：Eustache II de Boulogne，约1015 – 约1087），别称小胡子尤斯塔斯（Eustace aux Gernons），自1049年起至1087年逝世为布洛涅伯爵。尤斯塔斯在黑斯廷斯战役中站在诺曼人一方，后来被英格兰方赐予大量土地。尤斯塔斯是仅有的几个获证实的征服者威廉之友之一，有研究指出他亦是贝叶挂毯的一位赞助者。

## 生平

### 早年
尤斯塔斯是布洛涅伯爵尤斯塔斯一世与夫人鲁汶的玛蒂尔德之子，1048年加入他的岳父下洛林公爵戈德弗鲁瓦三世的叛军抵抗皇帝海因里希三世。翌年，由于尤斯塔斯违反教廷规定，迎娶与自己血缘关系过亲的洛林的伊达，被教宗利奥九世判以绝罚。尤斯塔斯和妻子洛林的伊达皆为西法兰克国王路易二世的后裔，属七代远亲，本应在教廷禁令的范围之外。然而，由于他们的族谱失佚，他们之间可能有更近的血缘关系。最后叛军被镇压，尤斯塔斯于1049年向海因里希三世投降。
1051年，尤斯塔斯访问英格兰，在忏悔者爱德华的宫廷中受到了隆重的欢迎。尤斯塔斯和爱德华曾是表兄弟，也是依旧维持着关系的政治盟友。当时威塞克斯伯爵戈德温是站在他们政治对立面的主要人物，他于近期使他儿子托斯蒂格迎娶了尤斯塔斯的对手法兰德斯伯爵博杜安四世的女儿，戈德温的另一个儿子斯韦恩也和尤斯塔斯的继子胆小鬼拉尔夫有不共戴天之仇。
尤斯塔斯与其随从有一次和多佛民众发生矛盾，最后导致了国王和戈德温之间的激烈争吵。由于多佛民众是戈德温的臣民，受命去处置他们的戈德温拒绝惩罚他们，于是他和他的儿子在1051年9月被驱逐出境，直到1052年才在法国人的支持下再度回到英格兰。
1052年，塔娄的威廉发动了对诺曼底公爵威廉的叛乱，尽管没有明确证据表明尤斯塔斯参与了这次叛乱，塔娄的威廉在投降后逃至布洛涅的朝廷。
在接下来的数年中尤斯塔斯的敌手都在步步前进，法兰德斯伯爵博杜安巩固了他在东部所合并地区的统治权，于1060年成为法兰克人之王腓力一世的导师。另一方面，尤斯塔斯的继子芒特的沃尔特，试图取得缅因伯爵封号未果，他被诺曼人俘虏，并以一种离奇的方式死去。

### 参与黑斯廷斯战役
这一系列事件明显使尤斯塔斯转移政治立场，成为了后来1066年诺曼征服英格兰行动中的重要一员。尽管尤斯塔斯后在黑斯廷斯战役中的表现在多种资料中有所出入，同时代的编年史作者普瓦捷的威廉如此描述道：

他（威廉公爵）以一种严酷的声音召唤了尤斯塔斯，尤斯塔斯当时正率领五十名骑士游走，准备放出撤退信号。他来到公爵面前，在其耳边说如果他再继续前进就会面临死亡，现在就应该撤退。而就在他说完的那一刻，尤斯塔斯的背部便被击中，击中他的那股力量是如此的强大而使得血从他的口鼻中喷涌而出，半死的他仅仅在随从的协助下才得以逃脱。

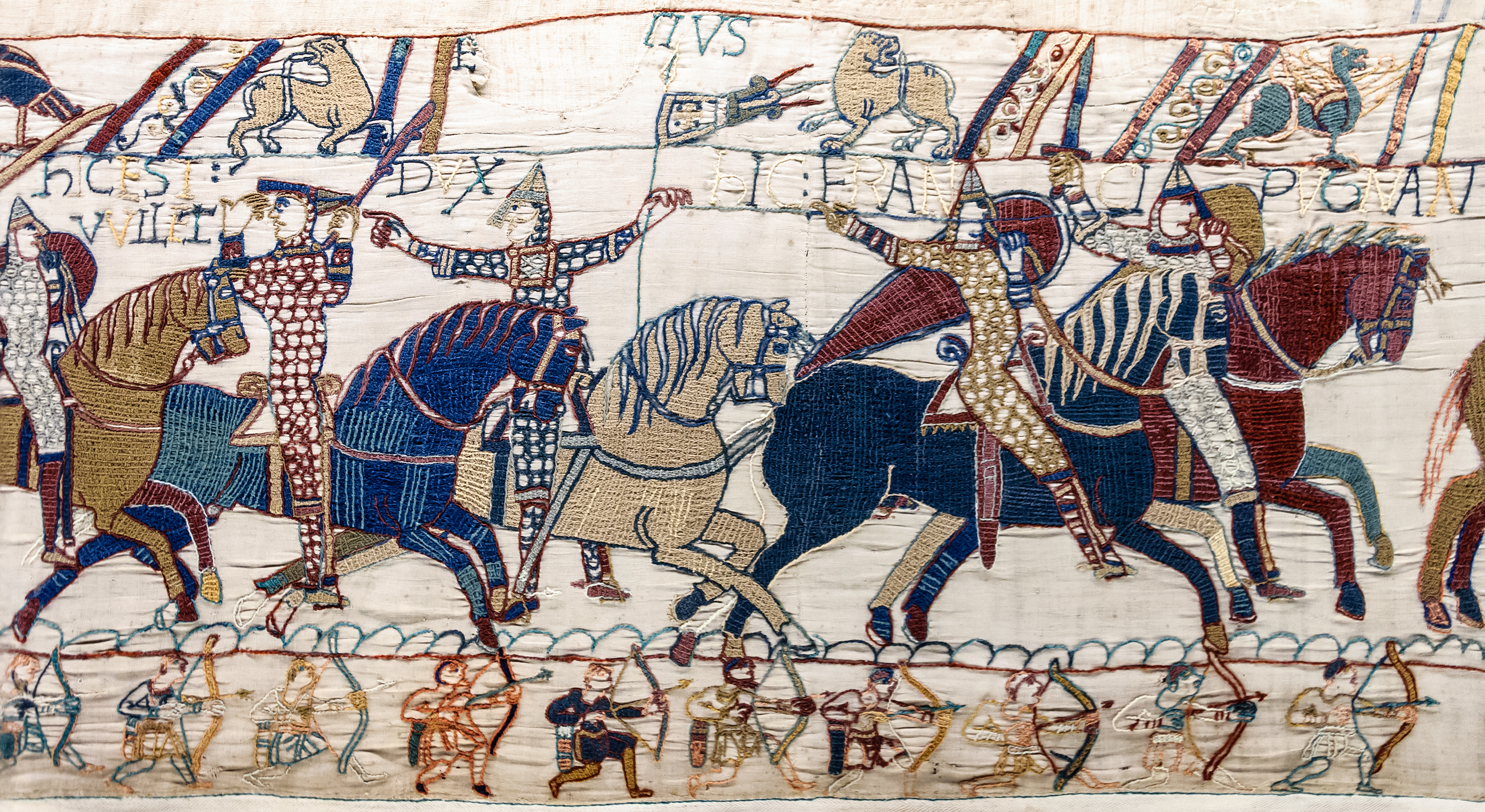
尤斯塔斯在黑斯廷斯战役中登场场面。在威廉公爵上方绣有“HIC EST WILLELMUS DUX”（这是公爵威廉），在其右边的人像上则绣有“E...TIUS” 经研究认为是“Eustace”的拉丁写法

在贝叶挂毯上的画像显示了一名扛着旗帜的骑士来到了威廉公爵之前并指向了诺曼人军阵的后方，威廉转头后掀起了其面罩以显示他依旧活着并还有着继续战斗的信念。这与尤斯塔斯在激战正酣胜负未分的时候催促公爵撤兵的说法一致。
在此战后尤斯塔斯被赐予了很多土地，有人认为这是因为他在其他方面对此战做出了贡献，例如提供船只。

### 叛变
在接下来的数年中，可能对其所分配到的战利品感到不满，尤斯塔斯协助肯特郡的人试图攻克多佛城堡。最后这个计划失败了，尤斯塔斯也被夺去了他在英格兰的封地。随后他又和征服者威廉和好，获得了被没收土地中的一部分。

### 逝世
尤斯塔斯于1087年左右逝世，布洛涅伯爵的头衔由其子尤斯塔斯三世继承。

## 家庭
尤斯塔斯有两任妻子，第一任妻子为歌达，是决策无方者埃塞尔雷德的女儿与忏悔者爱德华的妹妹。歌达于1047年去世，于是尤斯塔斯于1049年续弦了第二任妻子，名为洛林的伊达，是下洛林公爵戈德弗鲁瓦三世的女儿。尤斯塔斯和她有三个儿子：
- 尤斯塔斯三世，继任布洛涅伯爵
- 布永的戈弗雷，耶路撒冷圣墓的守护者
- 鲍德温一世，十字军王国耶路撒冷第一任国王

他也有一位女儿，被嫁与蒙太古伯爵科农。
尤斯塔斯有一名非婚生子尤斯塔斯·菲兹·戈德弗鲁瓦，曾迎娶了曼德维尔的戈弗雷的女儿曼德维尔的碧翠丝。他们是布洛涅的纪尧姆的父母，亦是布洛涅的法拉姆斯的祖父母。

## 影视形象
| 演员           | 作品                    | 年份 | 类型   |
| Leslie Bradley | Lady Godiva of Coventry | 1955 | 电影   |
| Joby Blanshard | Conquest                | 1966 | 电视剧 |

### 脚注
1. ↑  Tanner, Heather. "The Expansion of the Power and Influence of the Counts of Boulogne under Eustace II". Anglo-Norman Studies 14: 251-277.
2. ↑  Encyclopædia Britannica Eleventh Edition 倾向于相信他于1087逝世。这和之前的资料 Holböck, Ferdinand. . Ignatius Press. c. 2002: 147. ISBN 0-89870-843-5.和Duby, Georges. . Jane Dunnett (trans). University of Chicago Press: Ignatius Press. c. 1996: 40. ISBN 0-226-16774-7.相冲突
3. 1 2 3 4 5 6 7 8 9 10 11  Heather J. Tanner, ‘Eustace (II) , count of Boulogne (d. c.1087)’, Oxford Dictionary of National Biography, Oxford University Press, 2004.
4. ↑  Bridgeford
5. ↑  Tanner 263
6. ↑  Wm. of Poitiers, per Douglas, David C. & Greenaway, George W. (Eds.) English Historical Documents 1042-1189, London, 1959. "William of Poitiers: the Deeds of William, Duke of the Normans and King of the English", pp. 217–232 (pp.228-9) & "The Bayeux Tapestry", pp. 232–279.
Douglas (1959),
7. ↑  Vitalis, Ordericus. . Thomas Forester (trans). London: H.G. Bohn. 1854: 12, footnote.

### 书目
- Holböck, Ferdinand. . Ignatius Press. c. 2002: 147. ISBN 0-89870-843-5.
- Tanner, Heather. . Anglo-Norman Studies: 251–277.
- Vitalis, Ordericus. . Thomas Forester (trans). London: H. G. Bohn. 1854: 12, footnote.
- Duby, Georges; Jane Dunnett, translator. . University of Chicago Press: Ignatius Press. c. 1996: 40. ISBN 0-226-16774-7.
- Bridgeford, Andrew. . Journal of Medieval History. 1999, 25: 155–185. doi:10.1016/S0304-4181(98)00029-3.; Bridgeford, Andrew. . Walker & Company. 2005. ISBN 1-84115-040-1.; Bridgeford, Andrew. . History Today. 2004, 54.

| 尤斯塔斯二世 (布洛涅) 佛蘭德家族出生于：约1015年-1020年逝世於：约1087年 | 尤斯塔斯二世 (布洛涅) 佛蘭德家族出生于：约1015年-1020年逝世於：约1087年 | 尤斯塔斯二世 (布洛涅) 佛蘭德家族出生于：约1015年-1020年逝世於：约1087年 |
| 法國貴族爵位                                                            | 法國貴族爵位                                                            | 法國貴族爵位                                                            |
| ----------------------------------------------------------------------- | ----------------------------------------------------------------------- | ----------------------------------------------------------------------- |
| 前任者： 尤斯塔斯一世                                                   | 布洛涅伯爵 1049年–1087年                                                | 繼任者： 尤斯塔斯三世                                                   |

本条目包含来自公有领域出版物的文本: Chisholm, Hugh (编). .  9 (第11版). London: Cambridge University Press: 956–957. 1911.